# Les Grandes Illusions
Pour plus de détails, voir Fiche technique et Distribution.
Les Grandes Illusions est un film documentaire réalisé en 2010 par Daniel Cattier, arrière-petit-fils de Félicien Cattier, c'est le deuxième épisode de la série de trois documentaires intitulée Kongo.

## Synopsis
En 1908, croulant sous les critiques, Léopold II cède l'État indépendant du Congo à la Belgique. Au cours du demi-siècle suivant, coloniaux et indigènes, chacun de leur côté, construisent leur « nation » congolaise. Ce deuxième épisode part à la découverte de figures noires et blanches, parfois méconnues, dont l'action ou la pensée ont joué un rôle significatif dans cette histoire. Chaque personnage raconte, selon son point de vue, les faits marquants de l'une des pages les plus importantes de l'histoire du XXe siècle.

## Fiche technique
- Titre : Les Grandes Illusions
- Réalisation : Daniel Cattier
- Pays d’origine : Belgique
- Scénario : Daniel Cattier, Robert Neys, Samuel Tilman
- Production : Eklectik Productions
- Coproduction : Off World, R.T.B.F. Télévision Belge, VRT – Canvas, Archives Belgavox, uMedia Family
- Narrateur : Jean-Michel Vovk
- Animation : studio Walking the Dog
- Coordinateur sonore : Jean-François Levillain
- Montage : Simon Arazi
- Montage son : Matthieu Michaux
- Mixage : Benoît Biral
- Musiques originales : Thomas Vacquier, Matthieu Michaux, Yann-Elie Gorans (générique)
- Genre : Documentaire
- Langue : français
- Durée : 54 minutes
- Format : vidéo
- Distribution : Compagnie des Phares et Balises
- Soutiens : Centre du Cinéma et de l’Audiovisuel de la Communauté Française de Belgique et des Télédistributeurs Wallons, Vlaams Audiovisuel Fonds, Région wallonne et Région de Bruxelles-Capitale, Programme Media de la Commission Européenne